# Merluza a la gallega

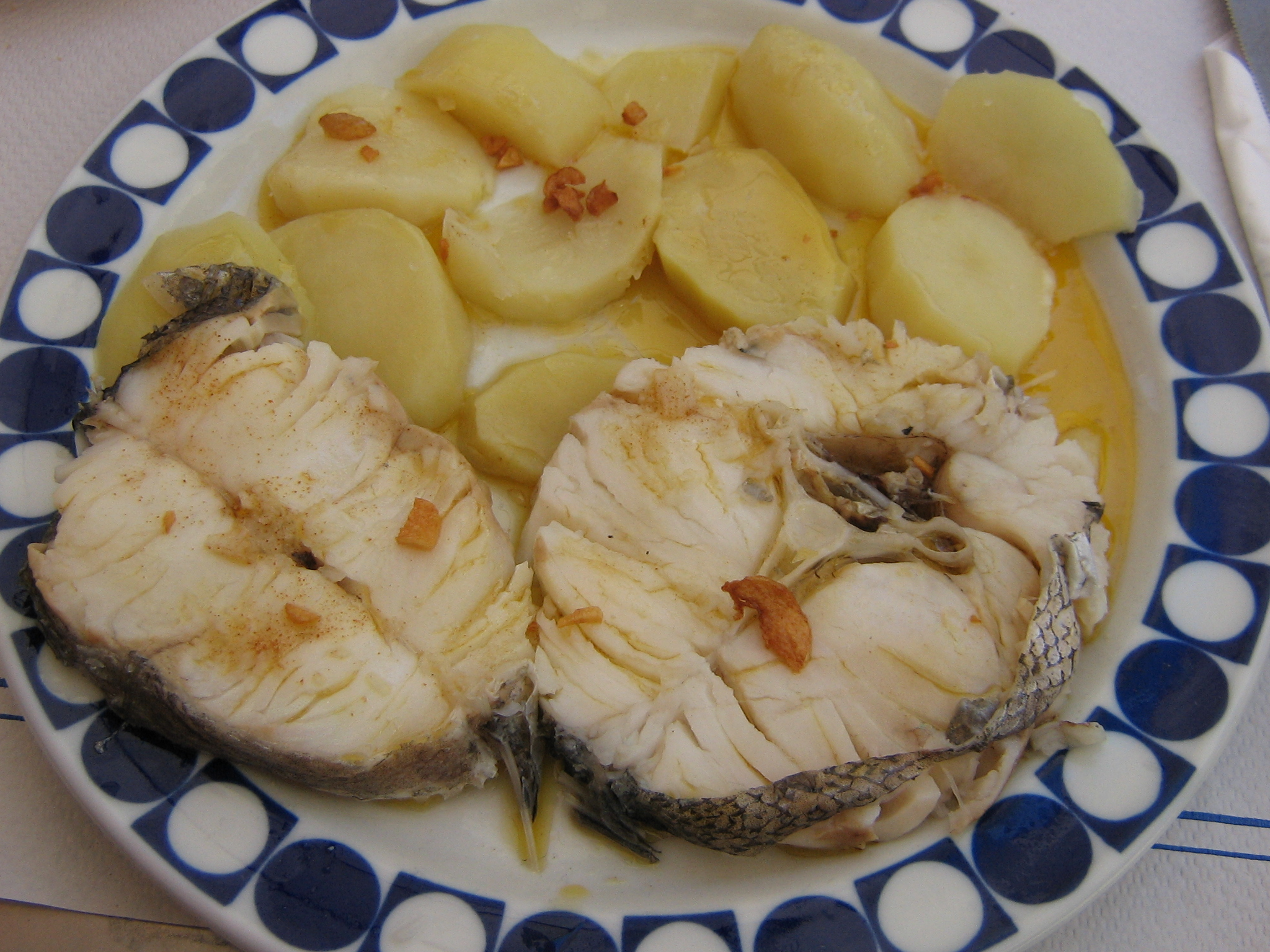
Merluza a la gallega con sus patatas cotadas en rodajas.

La merluza a la gallega es un plato típico de la cocina gallega cuyo principal ingrediente es la merluza blanca (Merluccius merluccius). La merluza se cuece en agua convenientemente salada. Suele servirse acompañada de pequeñas patatas (patatas gallegas), y en algunas ocasiones se añade también como acompañamientos: almejas y vieiras. Es un clásico en los menús de los restaurantes españoles. El plato es sencillo de preparar. 

## Características
Suele servirse de tal forma que haya en el plato una rodaja de merluza por persona. La merluza suele cocerse junto con las patatas (cortadas en rodajas) en agua convenientemente salada, se suele emplear una concentración salina similar al agua marina (es decir unos 36 gramos de sal por litro de agua). Mientras se prepara la merluza suele elaborarse una 'ajada' con unos ajos a la sartén con un poco de aceite de oliva hasta que quedan dorados, al final suele añadirse un poco de pimentón de la Vera. La ajada suele vertirse en la fase de emplatado.